# مارتن فلتشيك
مارتن فلتشيك (بالسلوفاكية: Martin Vlček)‏ هو لاعب كرة قدم سلوفاكي في مركز الهجوم، ولد في 5 فبراير 1996 في ترنتشين في سلوفاكيا. شارك مع منتخب سلوفاكيا تحت 17 سنة لكرة القدم. أما مع النوادي، فقد لعب مع إنتر براتيسلافا ونادي ترنتشين.

## وصلات خارجية
- مارتن فلتشيك على موقع قاعدة بيانات كرة القدم.إي يو (الإنجليزية)
- مارتن فلتشيك على موقع Soccerway.com (الإنجليزية)